# كولا أويوو
كولا أويوو، (من مواليد 27 مارس 1946)، هو ممثل نيجيري مخضرم وكاتب مسرحي وباحث.

## حياة سابقة
ولد في 27 مارس 1946 في أوبا إيل، وهي بلدة في ولاية أوسون جنوب غرب نيجيريا.

## حياته المهنية
بدأ التمثيل كمحترف في عام 1964 بعد أن انضم إلى «فرقة أوين أديجوبي المسرحية» وأول دور لعبه كان «أديجاري» في«أروجان أديدجبي»، وهو السيرة الذاتية لأوين أديجوبي. بعد أن أمضى تسع سنوات مع «فرقة أوين أديجوبي المسرحية» التحق بمسرح جامعة إيف، حيث عمل مع المسرحي المخضرم والباحث الراحل أولا روتيمي. اشتهر كولا أويوو بالدور الذي لعبه ك«أوديوالي» في «ليس الآلهة من يلاموا»، وهي دراما من تأليف أولا روتيمي.
في عام 1996 انضم أيوو لخدمات جامعة أوبافيمي أولوو، حيث ترقى إلى رتبة محاضر أول قبل تقاعده في سبتمبر 2011. بعد تقاعده من جامعة أوبافيمي أولووانضم إلى خدمات جامعة ريديمر، حيث يشغل حاليًا منصب رئيس قسم الفن الدرامي. ويعمل حاليًا في جامعة إليزاد إيلارا-موكين بولاية أوندو كمحاضر فنون مسرحية.